# Jeld-Wen
Jeld-Wen er en amerikansk producent af vinduer, døre, vægsystemer og associerede produkter. De har over 120 fabrikker i 19 lande. Jeld-Wens brands inkluderer Jeld-Wen, AuraLast, MiraTEC, Extira, LaCANTINA, Karona, ImpactGuard, Aurora, IWP, Stegbar, Regency, William Russel Doors, Airlite, Trend, The Perfect Fit, Aneeta, Breezway, Corinthian, Swedoor, Dooria, Dana, A&L og Alupan.